# No New York
No New York je kompilační album, které vyšlo v roce 1978. Obsahuje nahrávky různých newyorských hudebních skupin hrajících styl no wave; kurátorem a producentem alba byl anglický hudebník Brian Eno a obsahuje nahrávky od skupin Contortions Teenage Jesus and the Jerks Mars a D.N.A.

## Seznam skladeb
| Pořadí | Název                | Autor                                                  | Interpret                   | Délka |
| ------ | -------------------- | ------------------------------------------------------ | --------------------------- | ----- |
| 1.     | Dish It Out          | James Chance                                           | Contortions                 | 3:17  |
| 2.     | Flip Your Face       | Chance                                                 | Contortions                 | 3:13  |
| 3.     | Jaded                | Chance                                                 | Contortions                 | 3:49  |
| 4.     | I Can't Stand Myself | James Brown                                            | Contortions                 | 4:52  |
| 5.     | Burning Rubber       | Lydia Lunch                                            | Teenage Jesus and the Jerks | 1:45  |
| 6.     | The Closet           | Lunch                                                  | Teenage Jesus and the Jerks | 3:53  |
| 7.     | Red Alert            | Lunch                                                  | Teenage Jesus and the Jerks | 0:34  |
| 8.     | I Woke Up Dreaming   | Lunch                                                  | Teenage Jesus and the Jerks | 3:10  |
| 9.     | Helen Fordsdale      | Nancy Arlen, China Burg, Mark Cunningham, Sumner Crane | Mars                        | 2:30  |
| 10.    | Hairwaves            | Arlen, Burg, Cunningham, Crane                         | Mars                        | 3:43  |
| 11.    | Tunnel               | Arlen, Burg, Cunningham, Crane                         | Mars                        | 2:41  |
| 12.    | Puerto Rican Ghost   | Arlen, Burg, Cunningham, Crane                         | Mars                        | 1:08  |
| 13.    | Egomaniac's Kiss     | Robin Crutchfield, Arto Lindsay                        | D.N.A.                      | 2:11  |
| 14.    | Lionel               | Crutchfield, Lindsay                                   | D.N.A.                      | 2:07  |
| 15.    | Not Moving           | Crutchfield, Lindsay                                   | D.N.A.                      | 2:40  |
| 16.    | Size                 | Crutchfield, Lindsay                                   | D.N.A.                      | 2:13  |

## Obsazení

### Contortions
- James Chance – zpěv, saxofon
- Don Christensen – bicí
- Jody Harris – kytara
- Pat Place – slide kytara
- George Scott III – baskytara
- Adele Bertei – varhany

### Teenage Jesus and the Jerks
- Lydia Lunch – zpěv, kytara
- Gordon Stevenson – baskytara
- Bradley Field – bicí

### Mars
- Sumner Crane – kytara, zpěv
- China Burg – kytara, zpěv
- Mark Cunningham – baskytara, zpěv
- Nancy Arlen – bicí

### DNA
- Arto Lindsay – kytara, zpěv
- Robin Crutchfield – varhany, zpěv
- Ikue Ile – bicí

### Technická podpora
- Brian Eno – produkce, desin obalu, fotografie na obalu
- Kurt Munkasci – zvukový inženýr
- Vishek Woszcyk – zvukový inženýr
- Roddy Hui – asistent zvukového inženýra
- Steven Keister – design obalu